# Saskinja
Saskinja  je nenaseljeni otok u Jadranskom moru, oko 500m zapadno od Maslinice na otoku Šolti.
Površina otočića je 0,016 km². Dužina obalnog pojasa je 485m.